# Bogdan Vovk
Bogdan Vovk, slovenski agronom in pedolog, * 10. junij 1902, Bled, † 7. februar 1988, Ljubljana

## Živjenje in delo
Vovk je agronomijo študiral v Pragi (3 semestre) in Krakovu, kjer je 1924 diplomiral in prav tam 1929 tudi doktoriral. Služboval je kot agronom 1924–1925 v podjetju Vrt v Mariboru, 1925–1930 kot asistent na visoki poljedelski šoli v Varšavi in kmetijsko raziskovalnem zavodu v Kutnem, od 1930–1940 je delal na družinski kmetiji na Bledu, 1940–1941 bil strokovni referent pri podjetju Prizad v Beograd, 1941–1944 v Beogradu pri Stočarskem i mlekarskem centru, 1944–1945 pri ministrstvu za prehrano LR Srbije, 1945–1946 pri Zvezni upravi za državno lastnino. Leta 1946 je postal direktor Kmetijsko znanstvenega zavoda Slovenije v Ljubljani. Leta 1947 je bil imenovan za matičarja nove Agronomske fakultete v Ljubljani in izvoljen za rednega profesorja. Predaval je pedologijo, fiziologijo prehrane in presnove rastlin, rodovitnost tal in gnojila do upokojitve 1970, nato pa še dve leti gozdno pedologijo na gozdarskem oddelku. V letih 1947–1950 je bil prodekan, 1947–1970 predstojnik Inštituta za proučevanje tal in prehrano rastlin, 1975 je postal stalni zunanji sodelavec Biolškega inštituta J. Hadžija pri SAZU. Med prvimi profesorji Biotehnične fakultete je bil konec 70. let imenovan za zaslužnega profesorja ljubljanske univerze.